# 那須塩原市立南小学校
那須塩原市立南小学校（なすしおばらしりつ みなみしょうがっこう）は、栃木県那須塩原市二区町にある公立小学校。

## 沿革

### 年表
- 1903年（明治36年）2月 - 西那須野尋常小学校西校から分離し、西那須野尋常小学校南校として開校。
- 1917年（大正6年）3月 - 校舎増築、校庭拡張。
- 1941年（昭和16年）4月 - 国民学校令により、西那須野町南国民学校と改称。
- 1947年（昭和22年）4月 - 学制改革により、西那須野町立南小学校と改称。
- 1948年（昭和23年）4月 - PTA発足。
- 1949年（昭和24年）4月 - 学校給食開始(副食)。
- 1956年（昭和31年）8月 - 校舎大改築に着工。
- 1962年（昭和37年）3月 - 音楽室、図書室落成。
- 1963年（昭和38年）2月 - 創立60周年記念式典挙行し、校歌を制定。
- 1967年（昭和42年）11月 - 理科室、家庭科室落成。
- 1972年（昭和47年）3月 - 屋内体育館落成。創立70周年記念式典挙行。
- 1980年（昭和55年）8月 - 新校舎建築。
- 1982年（昭和57年）
  - 2月 - 創立80周年記念式典挙行。
  - 8月 - プール竣工。
- 1985年（昭和60年）1月 - 体育館増築。
- 1993年（平成5年）2月 - 創立90周年記念式典挙行。
- 1994年（平成6年）2月 - 新校舎落成式典挙行。
- 1998年（平成10年）10月 - コンピュータ室完成（パソコン20台）。
- 1999年（平成11年）1月 - 浄化槽修理工事。
- 2002年（平成14年）
  - 4月 - 個別支援学級設置。
  - 11月 - 創立100周年記念事業（ウッドデッキ、ビオトープ設置）実施。
- 2003年（平成15年）
  - 2月 - 創立100周年記念式典挙行。
  - 8月 - パソコン更新。
  - 12月 - PTA活動「防犯パトロール」開始。
- 2004年（平成16年）4月 - 二学期制開始。
- 2005年（平成17年）1月1日 - 市町村合併により、那須塩原市立南小学校と改称。
- 2006年（平成18年）4月 - 情緒障害学級設置。
- 2007年（平成19年）6月 - 水路（ビオトープ）補修工事。
- 2010年（平成22年）
  - 3月 - コンピュータ室のパソコン・プリンタ等を更新。
  - 4月 - 情緒障害通級指導教室新設。
- 2013年（平成25年）
  - 3月 - 創立110周年記念と新体育館落成記念の両式典挙行。
  - 12月 - 駐車場防球ネット設置。
- 2014年（平成26年）
  - 3月 - 鉄棒一部改修。
  - 7月 - 旧校舎耐震工事。
- 2015年（平成27年）1月 - 防災備蓄用倉庫設置。

## 教育方針
- 教育目標
  - 学び合う子（知）
  - 心豊かな子（徳）
  - たくましい子（体）

## 学校周辺
- 那須塩原市立南保育園 - 那須塩原市道をはさんで敷地が隣接、なおかつ進級前保育園。
- 那須塩原市南公民館 - 那須塩原市道をはさんで、敷地が隣接。

## 通学区域と進学先中学校
通学区域と進学先中学校は以下の通りである。

### 通学区域
那須塩原市
- 二つ室（東小学校及び大山小学校の通学区域を除く）
- 一区町
- 二区町

### 進学先中学校
- 那須塩原市立西那須野中学校

## 交通
- JR宇都宮線野崎駅から、徒歩約27分（約2.1km）。
- 那須塩原市営バス（ゆーバス）西那須野外循環線「南小学校前」停留所から、徒歩約2分（約150m）。
  - 「南小学校前」停留所から学校敷地までは、最短距離で約60m強だが、道路と正門（校門）との位置関係で、2倍以上の距離となる。